# Championnats du monde de ski alpin 2011, résultats détaillés

## Résultats

### Hommes

#### Descente
| Rang               | Skieur              | Temps         | Retard   |
| ------------------ | ------------------- | ------------- | -------- |
| Médaille d'or      | Erik Guay           | 1 min 58 s 41 | —        |
| Médaille d'argent  | Didier Cuche        | 1 min 58 s 73 | + 0 s 32 |
| Médaille de bronze | Christof Innerhofer | 1 min 59 s 17 | + 0 s 76 |
| 4                  | Romed Baumann       | 1 min 59 s 51 | + 1 s 10 |
| 5                  | Aksel Lund Svindal  | 1 min 59 s 83 | + 1 s 42 |
| 6                  | Andrej Sporn        | 2 min 00 s 25 | + 1 s 84 |
| 7                  | Michael Walchhofer  | 2 min 00 s 28 | + 1 s 87 |
| 8                  | Johan Clarey        | 2 min 00 s 35 | + 1 s 94 |
| 9                  | Beat Feuz           | 2 min 00 s 47 | + 2 s 06 |
| 10                 | Ambrosi Hoffmann    | 2 min 00 s 48 | + 2 s 07 |

| Caractéristiques de la piste |        |
| Altitude de départ           | 1690 m |
| Altitude d'arrivée           | 770 m  |
| Longueur                     | 3300 m |
| Dénivellation                | 920 m  |

#### Super G
| Rang               | Skieur              | Temps         | Retard   |
| ------------------ | ------------------- | ------------- | -------- |
| Médaille d'or      | Christof Innerhofer | 1 min 38 s 31 | —        |
| Médaille d'argent  | Hannes Reichelt     | 1 min 38 s 91 | + 0 s 60 |
| Médaille de bronze | Ivica Kostelić      | 1 min 39 s 03 | + 0 s 72 |
| 4                  | Didier Cuche        | 1 min 39 s 34 | + 1 s 03 |
| 5                  | Benjamin Raich      | 1 min 39 s 65 | + 1 s 34 |
| 6                  | Romed Baumann       | 1 min 39 s 79 | + 1 s 48 |
| 7                  | Carlo Janka         | 1 min 40 s 03 | + 1 s 72 |
| 8                  | Werner Heel         | 1 min 40 s 13 | + 1 s 82 |
| 9                  | Peter Fill          | 1 min 40 s 34 | + 2 s 03 |
| 10                 | Adrien Théaux       | 1 min 40 s 44 | + 2 s 13 |

| Caractéristiques de la piste |        |
| Altitude de départ           | 1395 m |
| Altitude d'arrivée           | 770 m  |
| Longueur                     | 2200 m |
| Dénivellation                | 625 m  |

#### Slalom géant
| Rang               | Skieur                | Temps         | Retard   |
| ------------------ | --------------------- | ------------- | -------- |
| Médaille d'or      | Ted Ligety            | 2 min 10 s 56 | —        |
| Médaille d'argent  | Cyprien Richard       | 2 min 10 s 64 | + 0 s 07 |
| Médaille de bronze | Philipp Schörghofer   | 2 min 10 s 99 | + 0 s 43 |
| 4                  | Aksel Lund Svindal    | 2 min 11 s 05 | + 0 s 49 |
| 5                  | Kjetil Jansrud        | 2 min 11 s 29 | + 0 s 73 |
| 6                  | Thomas Fanara         | 2 min 11 s 32 | + 0 s 76 |
| 7                  | Carlo Janka           | 2 min 11 s 48 | + 0 s 92 |
| 8                  | Didier Cuche          | 2 min 11 s 49 | + 0 s 93 |
| 9                  | Gauthier de Tessières | 2 min 11 s 50 | + 0 s 94 |
| 10                 | Marcus Sandell        | 2 min 11 s 66 | + 1 s 10 |

| Caractéristiques de la piste (2e manche) |           |
| Altitude de départ                       | 1090 m    |
| Altitude d'arrivée                       | 750 m     |
| Longueur                                 | 47 portes |
| Dénivellation                            | 340 m     |

#### Slalom
| Rang               | Skieur               | Temps         | Retard   |
| ------------------ | -------------------- | ------------- | -------- |
| Médaille d'or      | Jean-Baptiste Grange | 1 min 41 s 72 | —        |
| Médaille d'argent  | Jens Byggmark        | 1 min 42 s 15 | + 0 s 43 |
| Médaille de bronze | Manfred Moelgg       | 1 min 42 s 33 | + 0 s 61 |
| 4                  | Mario Matt           | 1 min 42 s 54 | + 0 s 82 |
| 5                  | Julien Cousineau     | 1 min 42 s 59 | + 0 s 87 |
| 6                  | Naoki Yuasa          | 1 min 42 s 68 | + 0 s 96 |
| 7                  | Cristian Deville     | 1 min 42 s 78 | + 1 s 06 |
| 8                  | Ivica Kostelić       | 1 min 42 s 88 | + 1 s 16 |
| 9                  | Manfred Pranger      | 1 min 43 s 03 | + 1 s 31 |
| 10                 | André Myhrer         | 1 min 43 s 22 | + 1 s 50 |

| Caractéristiques de la piste (2e manche) |           |
| Altitude de départ                       | 960 m     |
| Altitude d'arrivée                       | 750 m     |
| Longueur                                 | 64 portes |
| Dénivellation                            | 210 m     |

#### Super combiné
| Rang               | Skieur              | Temps         | Retard   |
| ------------------ | ------------------- | ------------- | -------- |
| Médaille d'or      | Aksel Lund Svindal  | 2 min 54 s 51 | —        |
| Médaille d'argent  | Christof Innerhofer | 2 min 55 s 52 | + 1 s 01 |
| Médaille de bronze | Peter Fill          | 2 min 56 s 41 | + 1 s 90 |
| 4                  | Benjamin Raich      | 2 min 56 s 68 | + 2 s 17 |
| 5                  | Ondrej Bank         | 2 min 56 s 90 | + 2 s 39 |
| 6                  | Paolo Pangrazzi     | 2 min 57 s 35 | + 2 s 84 |
| 7                  | Lars Elton Myhre    | 2 min 57 s 50 | + 2 s 99 |
| 8                  | Natko Zrnčić-Dim    | 2 min 57 s 71 | + 3 s 20 |
| 9                  | Andreas Romar       | 2 min 58 s 05 | + 3 s 54 |
| 10                 | Kjetil Jansrud      | 2 min 58 s 42 | + 3 s 91 |

| Caractéristiques de la piste (slalom) |           |
| Altitude de départ                    | 960 m     |
| Altitude d'arrivée                    | 750 m     |
| Longueur                              | 62 portes |
| Dénivellation                         | 210 m     |

### Femmes

#### Descente
| Rang               | Skieur             | Temps         | Retard   |
| ------------------ | ------------------ | ------------- | -------- |
| Médaille d'or      | Elisabeth Görgl    | 1 min 47 s 24 | —        |
| Médaille d'argent  | Lindsey Vonn       | 1 min 47 s 68 | + 0 s 44 |
| Médaille de bronze | Maria Riesch       | 1 min 47 s 84 | + 0 s 60 |
| 4                  | Lara Gut           | 1 min 48 s 18 | + 0 s 94 |
| 5                  | Tina Maze          | 1 min 48 s 22 | + 0 s 98 |
| 6                  | Julia Mancuso      | 1 min 48 s 30 | + 1 s 06 |
| 7                  | Daniela Merighetti | 1 min 48 s 66 | + 1 s 42 |
| 8                  | Dominique Gisin    | 1 min 48 s 70 | + 1 s 46 |
| 9                  | Andrea Fischbacher | 1 min 48 s 86 | + 1 s 62 |
| 10                 | Laurenne Ross      | 1 min 48 s 87 | + 1 s 63 |

| Caractéristiques de la piste |        |
| Altitude de départ           | 1490 m |
| Altitude d'arrivée           | 770 m  |
| Longueur                     | 2920 m |
| Dénivellation                | 720 m  |

#### Super G
| Rang               | Skieur             | Temps         | Retard   |
| ------------------ | ------------------ | ------------- | -------- |
| Médaille d'or      | Elisabeth Görgl    | 1 min 23 s 82 | —        |
| Médaille d'argent  | Julia Mancuso      | 1 min 23 s 87 | + 0 s 05 |
| Médaille de bronze | Maria Riesch       | 1 min 24 s 03 | + 0 s 21 |
| 4                  | Lara Gut           | 1 min 24 s 26 | + 0 s 44 |
| 5                  | Anna Fenninger     | 1 min 24 s 64 | + 0 s 82 |
| 6                  | Elena Curtoni      | 1 min 24 s 65 | + 0 s 83 |
| 7                  | Lindsey Vonn       | 1 min 24 s 66 | + 0 s 84 |
| 8                  | Fabienne Suter     | 1 min 24 s 75 | + 0 s 93 |
| 9                  | Daniela Merighetti | 1 min 24 s 91 | + 1 s 09 |
| 10                 | Anja Pärson        | 1 min 24 s 99 | + 1 s 17 |

| Caractéristiques de la piste |        |
| Altitude de départ           | 1305 m |
| Altitude d'arrivée           | 770 m  |
| Longueur                     | 2180 m |
| Dénivellation                | 535 m  |

#### Slalom géant
| Rang               | Skieur                  | Temps         | Retard   |
| ------------------ | ----------------------- | ------------- | -------- |
| Médaille d'or      | Tina Maze               | 2 min 20 s 54 | —        |
| Médaille d'argent  | Federica Brignone       | 2 min 20 s 63 | + 0 s 09 |
| Médaille de bronze | Tessa Worley            | 2 min 21 s 02 | + 0 s 48 |
| 4                  | Denise Karbon           | 2 min 21 s 28 | + 0 s 74 |
| 5                  | Viktoria Rebensburg     | 2 min 21 s 42 | + 0 s 88 |
| 6                  | Manuela Moelgg          | 2 min 21 s 43 | + 0 s 89 |
| 7                  | Jessica Lindell-Vikarby | 2 min 21 s 55 | + 1 s 01 |
| 8                  | Marlies Schild          | 2 min 21 s 74 | + 1 s 20 |
| 9                  | Anja Pärson             | 2 min 21 s 75 | + 1 s 21 |
| 10                 | Taïna Barioz            | 2 min 21 s 79 | + 1 s 25 |
| 10                 | Elisabeth Görgl         | 2 min 21 s 79 | + 1 s 25 |

| Caractéristiques de la piste (2e manche) |           |
| Altitude de départ                       | 1100 m    |
| Altitude d'arrivée                       | 750 m     |
| Longueur                                 | 51 portes |
| Dénivellation                            | 350 m     |

#### Slalom
| Rang               | Skieur                | Temps         | Retard   |
| ------------------ | --------------------- | ------------- | -------- |
| Médaille d'or      | Marlies Schild        | 1 min 45 s 79 | —        |
| Médaille d'argent  | Kathrin Zettel        | 1 min 46 s 13 | + 0 s 34 |
| Médaille de bronze | Maria Pietilä-Holmner | 1 min 46 s 44 | + 0 s 65 |
| 4                  | Maria Riesch          | 1 min 47 s 13 | + 1 s 34 |
| 5                  | Tina Maze             | 1 min 47 s 55 | + 1 s 76 |
| 6                  | Manuela Moelgg        | 1 min 47 s 65 | + 1 s 86 |
| 6                  | Tanja Poutiainen      | 1 min 47 s 65 | + 1 s 86 |
| 8                  | Frida Hansdotter      | 1 min 47 s 84 | + 2 s 05 |
| 9                  | Nastasia Noëns        | 1 min 48 s 18 | + 2 s 39 |
| 10                 | Veronika Zuzulová     | 1 min 48 s 19 | + 2 s 40 |

| Caractéristiques de la piste (2e manche) |           |
| Altitude de départ                       | 960 m     |
| Altitude d'arrivée                       | 750 m     |
| Longueur                                 | 64 portes |
| Dénivellation                            | 210 m     |

#### Super combiné
| Rang               | Skieur                  | Temps         | Retard   |
| ------------------ | ----------------------- | ------------- | -------- |
| Médaille d'or      | Anna Fenninger          | 2 min 43 s 23 | —        |
| Médaille d'argent  | Tina Maze               | 2 min 43 s 32 | + 0 s 09 |
| Médaille de bronze | Anja Pärson             | 2 min 43 s 50 | + 0 s 27 |
| 4                  | Dominique Gisin         | 2 min 43 s 90 | + 0 s 67 |
| 5                  | Elisabeth Görgl         | 2 min 44 s 12 | + 0 s 89 |
| 6                  | Denise Feierabend       | 2 min 44 s 51 | + 1 s 28 |
| 7                  | Julia Mancuso           | 2 min 44 s 56 | + 1 s 33 |
| 8                  | Johanna Schnarf         | 2 min 44 s 59 | + 1 s 36 |
| 9                  | Maruša Ferk             | 2 min 45 s 00 | + 1 s 77 |
| 10                 | Lotte Smiseth Sejersted | 2 min 45 s 02 | + 1 s 79 |

| Caractéristiques de la piste (slalom) |           |
| Altitude de départ                    | 935 m     |
| Altitude d'arrivée                    | 750 m     |
| Longueur                              | 62 portes |
| Dénivellation                         | 185 m     |

### Nations

#### Tableau récapitulatif
|  | Huitièmes de finale | Huitièmes de finale |             |                        | Quarts de finale       | Quarts de finale |  |  | Demi-finales | Demi-finales |  |  | Finale | Finale |
|  | Huitièmes de finale | Huitièmes de finale |             |                        | Quarts de finale       | Quarts de finale |  |  | Demi-finales | Demi-finales |  |  | Finale | Finale |
|  |                     |                     |             |                        |                        |                  |  |  |              |              |  |  |        |        |
|  |                     |                     |             |                        |                        |                  |  |  |              |              |  |  |        |        |
|  |                     |                     |             |                        |                        |                  |  |  |              |              |  |  |        |        |
|  | Autriche            |                     |             |                        |                        |                  |  |  |              |              |  |  |        |        |
|  |                     |                     |             |                        |                        |                  |  |  |              |              |  |  |        |        |
|  | —                   |                     |             |                        |                        |                  |  |  |              |              |  |  |        |        |
|  | Autriche            | 2 (52 s 12)         |             |                        |                        |                  |  |  |              |              |  |  |        |        |
|  | Autriche            | 2 (52 s 12)         |             |                        |                        |                  |  |  |              |              |  |  |        |        |
|  |                     | Croatie             | 2 (52 s 46) |                        |                        |                  |  |  |              |              |  |  |        |        |
|  | Croatie             | Croatie             | 2 (52 s 46) | 3                      |                        |                  |  |  |              |              |  |  |        |        |
|  | Croatie             |                     |             | 3                      |                        |                  |  |  |              |              |  |  |        |        |
|  | Canada              | 2                   |             |                        |                        |                  |  |  |              |              |  |  |        |        |
|  | Canada              | 2                   | Autriche    | 4                      |                        |                  |  |  |              |              |  |  |        |        |
|  |                     |                     | Autriche    | 4                      |                        |                  |  |  |              |              |  |  |        |        |
|  |                     | Italie              | 0           |                        |                        |                  |  |  |              |              |  |  |        |        |
|  | États-Unis          | Italie              | 0           |                        |                        |                  |  |  |              |              |  |  |        |        |
|  |                     |                     |             |                        |                        |                  |  |  |              |              |  |  |        |        |
|  | —                   |                     |             |                        |                        |                  |  |  |              |              |  |  |        |        |
|  | États-Unis          | 1                   |             |                        |                        |                  |  |  |              |              |  |  |        |        |
|  | États-Unis          | 1                   |             |                        |                        |                  |  |  |              |              |  |  |        |        |
|  |                     | Italie              | 3           |                        |                        |                  |  |  |              |              |  |  |        |        |
|  | Italie              | Italie              | 3           |                        |                        |                  |  |  |              |              |  |  |        |        |
|  |                     |                     |             |                        |                        |                  |  |  |              |              |  |  |        |        |
|  | —                   |                     |             |                        |                        |                  |  |  |              |              |  |  |        |        |
|  | Autriche            | 2 (52 s 10)         |             |                        |                        |                  |  |  |              |              |  |  |        |        |
|  | Autriche            | 2 (52 s 10)         |             |                        |                        |                  |  |  |              |              |  |  |        |        |
|  |                     | France              | 2 (51 s 92) |                        |                        |                  |  |  |              |              |  |  |        |        |
|  | France              | France              | 2 (51 s 92) |                        |                        |                  |  |  |              |              |  |  |        |        |
|  |                     |                     |             |                        |                        |                  |  |  |              |              |  |  |        |        |
|  | —                   |                     |             |                        |                        |                  |  |  |              |              |  |  |        |        |
|  | France              | 2 (52 s 40)         |             |                        |                        |                  |  |  |              |              |  |  |        |        |
|  | France              | 2 (52 s 40)         |             |                        |                        |                  |  |  |              |              |  |  |        |        |
|  |                     | Allemagne           | 2 (52 s 58) |                        |                        |                  |  |  |              |              |  |  |        |        |
|  | Allemagne           | Allemagne           | 2 (52 s 58) | 4                      |                        |                  |  |  |              |              |  |  |        |        |
|  | Allemagne           |                     |             | 4                      |                        |                  |  |  |              |              |  |  |        |        |
|  | Slovaquie           | 0                   |             |                        |                        |                  |  |  |              |              |  |  |        |        |
|  | Slovaquie           | 0                   | France      | 2 (52 s 03)            |                        |                  |  |  |              |              |  |  |        |        |
|  |                     |                     | France      | 2 (52 s 03)            |                        |                  |  |  |              |              |  |  |        |        |
|  |                     | Suède               | 2 (52 s 07) |                        |                        |                  |  |  |              |              |  |  |        |        |
|  | Suède               | Suède               | 2 (52 s 07) | 3                      |                        |                  |  |  |              |              |  |  |        |        |
|  | Suède               |                     |             | 3                      |                        |                  |  |  |              |              |  |  |        |        |
|  | République tchèque  | 1                   |             | Match pour la 3e place | Match pour la 3e place |                  |  |  |              |              |  |  |        |        |
|  | République tchèque  | 1                   | Suède       | Match pour la 3e place | Match pour la 3e place | 4                |  |  |              |              |  |  |        |        |
|  |                     |                     | Suède       |                        |                        | 4                |  |  |              |              |  |  |        |        |
|  |                     | Suisse              | 0           |                        |                        |                  |  |  |              |              |  |  |        |        |
|  | Suisse              | Suisse              | 0           |                        | Italie                 | 0                |  |  |              |              |  |  |        |        |
|  | Suisse              |                     |             |                        | Italie                 | 0                |  |  |              |              |  |  |        |        |
|  | —                   |                     |             | Suède                  | 4                      |                  |  |  |              |              |  |  |        |        |
|  | —                   |                     |             | Suède                  | 4                      |                  |  |  |              |              |  |  |        |        |

#### Classement final
| Rang               | Pays               | Skieurs |
| ------------------ | ------------------ | --- |
| Médaille d'or      | France             | Tessa Worley Taïna Barioz Anémone Marmottan Cyprien Richard Thomas Fanara Gauthier de Tessières*              |
| Médaille d'argent  | Autriche           | Anna Fenninger Michaela Kirchgasser Marlies Schild Romed Baumann Benjamin Raich Philipp Schörghofer           |
| Médaille de bronze | Suède              | Anja Pärson Maria Pietilä-Holmner Hans Olsson Matts Olsson Sara Hector* Axel Bäck*                            |
| 4                  | Italie             | Federica Brignone Daniela Merighetti Johanna Schnarf Massimiliano Blardone Giovanni Borsotti Cristian Deville |
| 5                  | Allemagne          | Lena Dürr Veronique Hronek Fritz Dopfer Felix Neureuther Veronika Staber* Stefan Luitz*                       |
| 5                  | Croatie            | Sofija Novoselić Tea Palić Tin Široki Natko Zrnčić-Dim                                                        |
| 5                  | Suisse             | Wendy Holdener Denise Feierabend Marc Berthod Beat Feuz Fabienne Suter* Justin Murisier*                      |
| 5                  | États-Unis         | Julia Mancuso Sarah Schleper Ted Ligety Bode Miller Megan McJames* Tim Jitloff*                               |
| 9                  | Canada             | Britt Janyk Marie-Michèle Gagnon Michael Janyk Paul Stutz Marie-Pier Préfontaine*                             |
| 9                  | Slovaquie          | Jana Gantnerová Kristina Saalova Jaroslav Babušiak Adam Žampa                                                 |
| 9                  | République tchèque | Katerina Paulathová Andrea Zemanová Kryštof Krýzl Adam Zika Martina Dubovská* Ondřej Bank*                    |

(*) Remplaçant n'ayant pas couru
(en) Résultats officiels détaillés